# Hans Henn (Bobfahrer)
Helmut Erich Hans Henn (* 19. Dezember 1926 in Grimmelshausen; † 14. August 1993 in Garmisch-Partenkirchen) war ein deutscher Bobfahrer.

## Karriere
Hans Henn gewann zusammen mit Jakob Nirschl und Edmund Koller Anschieber von Franz Schelle bei der Weltmeisterschaft 1955 Bronze.  Bei den Olympischen Winterspielen 1956 wurde das Quartett im Viererbob-Wettkampf Achter.